# Parapionosyllis uebelackerae
Parapionosyllis uebelackerae är en ringmaskart som beskrevs av San Martin 1991. Parapionosyllis uebelackerae ingår i släktet Parapionosyllis och familjen Syllidae.
Artens utbredningsområde är Mexikanska golfen. Inga underarter finns listade i Catalogue of Life.